# Cobanocytheridae
Cobanocytheridae is een familie van kreeftachtigen uit de klasse van de Ostracoda (mosselkreeftjes).

## Geslachten
- Cobanocythere Hartmann, 1959
- Mesocorallicythere Hartmann, 1974
- Microcytheridea Hartmann, 1965
- Paracobanocythere Gottwald, 1980
- Platymicrocythere Schornikov, 1975